# 察倫吉哈市鎮

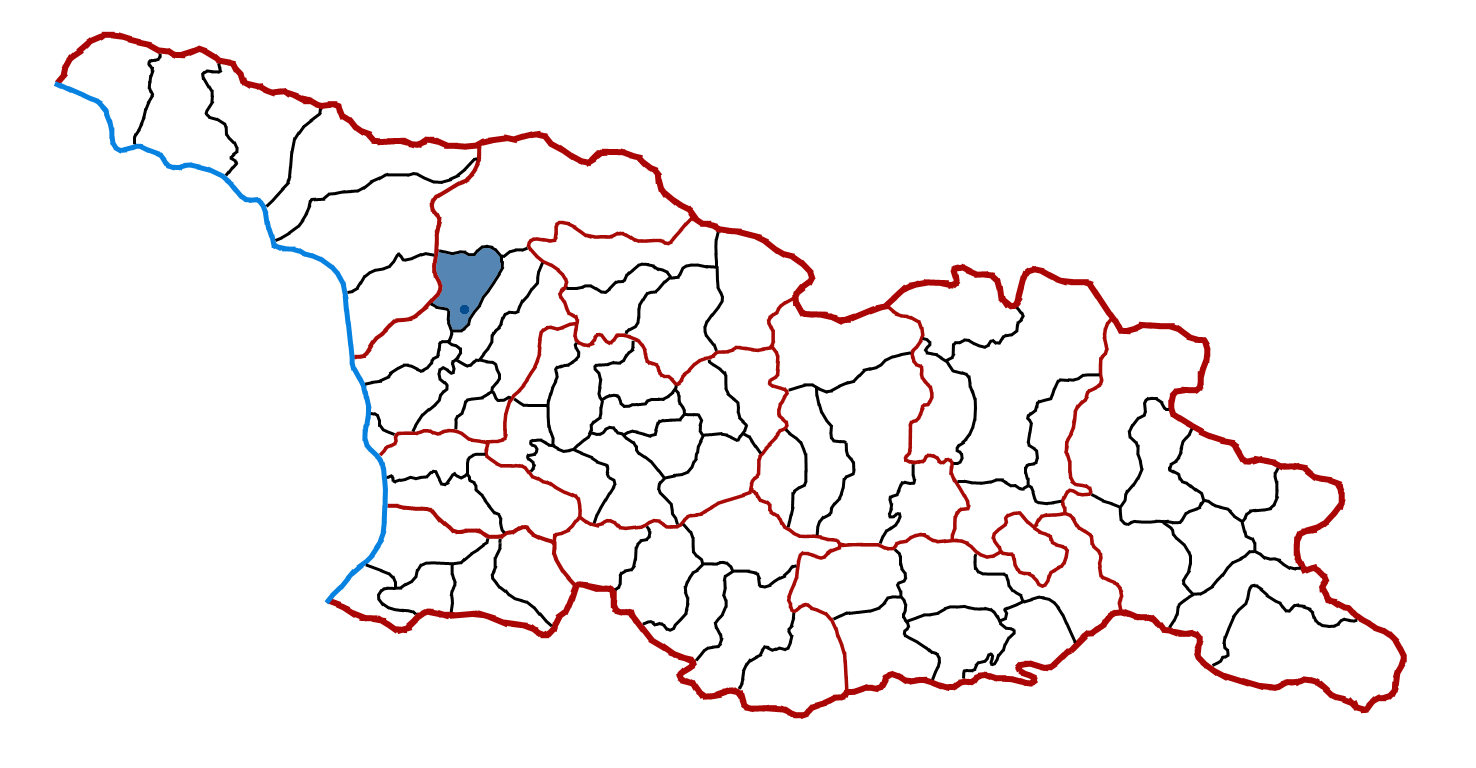

42°34′12″N 42°02′59″E / 42.57000°N 42.04972°E
察倫吉哈市鎮，是格魯吉亚西北部拉恰-列其呼米和下斯瓦内蒂大区的市镇，行政中心为察倫吉哈。市镇面積为647平方公里，2014年人口数量为26,158人，人口密度每平方公里40,4人。